# Dirka po Sloveniji 2018
Dirka po Sloveniji 2018 je bila petindvajseta izvedba Dirke po Sloveniji. To je bila etapna dirka UCI Europe Tour (2.1), ki je potekala od 13. do 17. junija 2018, v skupni dolžini 664,1 kilometra.
Dirko je zmagal Primož Roglič, drugi je bil Rigoberto Urán, tretji pa Matej Mohorič.
Nosilci preostalih majic so bili: Simone Consonni najboljši po točkah (rdeča), Fausto Masnada gorskih ciljih (modra), Tadej Pogačar najboljši mladi kolesar (bela) in ekipno Team Sunweb.

## Ekipe
Dirko je začelo 151 kolesarjev iz 22 ekip, od tega jo je končalo 143 kolesarjev.

### UCI WorldTeams
- Bahrain–Merida
- Bora–Hansgrohe
- Team Dimension Data
- LottoNL–Jumbo
- Team Sunweb
- UAE Team Emirates
- EF Education First–Drapac p/b Cannondale
- Mitchelton–Scott
- Team Katusha–Alpecin

### UCI Pro Continental
- Gazprom–RusVelo
- Nippo–Vini Fantini–Europa Ovini
- Israel Cycling Academy
- Wilier Triestina–Selle Italia
- Androni–Sidermec–Bottecchia

### UCI Continental
- Adria Mobil
- My Bike–Stevens
- Elkov–Author
- Meridiana–Kamen
- Ljubljana Gusto Xaurum
- Sangemini–MG.K Vis Vega
- Dukla Banská Bystrica

### Državna reprezentanca
- Slovenija

## Trasa in etape
| Etapa  | Datum     | Trasa                     | Dolžina  | Disciplina | Disciplina      | Zmagovalec        |
| ------ | --------- | ------------------------- | -------- | ---------- | --------------- | ----------------- |
| 1      | 13. junij | Lendava – Murska Sobota   | 159 km   |            | hribovita etapa | Simone Consonni   |
| 2      | 14. junij | Maribor – Rogaška Slatina | 152,7 km |            | hribovita etapa | Dylan Groenewegen |
| 3      | 15. junij | Slovenske Konjice – Celje | 175,7 km |            | hribovita etapa | Rigoberto Urán    |
| 4      | 16. junij | Ljubljana – Kamnik        | 155,2 km |            | gorska etapa    | Primož Roglič     |
| 5      | 17. junij | Trebnje – Novo mesto      | 21,5 km  |            | kronometer      | Primož Roglič     |
| Skupaj | Skupaj    | 664,1 km                  | 664,1 km | 664,1 km   | 664,1 km        | 664,1 km          |

### Etapa 1
13. junij 2018 — 159 km
| Mesto                       | Kolesar            | Ekipa                   | Čas        |
| --------------------------- | ------------------ | ----------------------- | ---------- |
| Uradni rezultati            |                    |                         |            |
| 1.                          | Simone Consonni    | UAE Team Emirates       | 3h 32' 05" |
| 2.                          | Matteo Pelucchi    | Bora–Hansgrohe          | + 0"       |
| 3.                          | Niccolò Bonifazio  | Bahrain–Merida          | + 0"       |
| 4.                          | Luka Mezgec        | Mitchelton–Scott        | + 0"       |
| 5.                          | Rick Zabel         | Team Katusha–Alpecin    | + 0"       |
| 6.                          | Sondre Holst Enger | Israel Cycling Academy  | + 0"       |
| 7.                          | Timo Roosen        | LottoNL–Jumbo           | + 0"       |
| 8.                          | Rok Korošec        | My Bike–Stevens         | + 0"       |
| 9.                          | Sacha Modolo       | Cannondale–Drapac       | + 0"       |
| 10.                         | Luca Colnaghi      | Sangemini–MG.K Vis Vega | + 0"       |
| Skupni seštevek po 1. etapi |                    |                         |            |
| 1.                          | Simone Consonni    | UAE Team Emirates       | 3h 31' 55" |
| 2.                          | Benjamin Hill      | Ljubljana Gusto Xaurum  | + 2"       |
| 3.                          | Jon Božič          | Adria Mobil             | + 3"       |
| 4.                          | Matteo Pelucchi    | Bora–Hansgrohe          | + 4"       |
| 5.                          | Niccolò Bonifazio  | Bahrain–Merida          | + 6"       |
| 6.                          | Juraj Belan        | Dukla Banská Bystrica   | + 8"       |
| 7.                          | Luka Mezgec        | Mitchelton–Scott        | + 10"      |
| 8.                          | Rick Zabel         | Team Katusha–Alpecin    | + 10"      |
| 9.                          | Sondre Holst Enger | Israel Cycling Academy  | + 10"      |
| 10.                         | Timo Roosen        | LottoNL–Jumbo           | + 10"      |

### Etapa 2
14. junij 2018 — 152.7 km
| Mesto                       | Kolesar           | Ekipa                           | Čas        |
| --------------------------- | ----------------- | ------------------------------- | ---------- |
| Uradni rezultati            |                   |                                 |            |
| 1.                          | Dylan Groenewegen | LottoNL–Jumbo                   | 3h 35' 43" |
| 2.                          | Matteo Pelucchi   | Bora–Hansgrohe                  | + 0"       |
| 3.                          | Caleb Ewan        | Mitchelton–Scott                | + 0"       |
| 4.                          | Simone Consonni   | UAE Team Emirates               | + 0"       |
| 5.                          | Manuel Belletti   | Androni Giocattoli–Sidermec     | + 0"       |
| 6.                          | Mark Cavendish    | Team Dimension Data             | + 0"       |
| 7.                          | Dušan Rajović     | Adria Mobil                     | + 0"       |
| 8.                          | Damiano Cima      | Nippo–Vini Fantini–Europa Ovini | + 0"       |
| 9.                          | Rok Korošec       | My Bike–Stevens                 | + 0"       |
| 10.                         | Paolo Totò        | Sangemini–MG.K Vis Vega         | + 0"       |
| Skupni seštevek po 2. etapi |                   |                                 |            |
| 1.                          | Benjamin Hill     | Ljubljana Gusto Xaurum          | 7h 7' 33"  |
| 2.                          | Matteo Pelucchi   | Bora–Hansgrohe                  | + 3"       |
| 3.                          | Simone Consonni   | UAE Team Emirates               | + 5"       |
| 4.                          | Dylan Groenewegen | LottoNL–Jumbo                   | + 5"       |
| 5.                          | Gašper Katrašnik  | Adria Mobil                     | + 7"       |
| 6.                          | Jon Božič         | Adria Mobil                     | + 8"       |
| 7.                          | Caleb Ewan        | Mitchelton–Scott                | + 11"      |
| 8.                          | Juraj Bellan      | Dukla Banská Bystrica           | + 13"      |
| 9.                          | Rok Korošec       | My Bike–Stevens                 | + 15"      |
| 10.                         | Luka Mezgec       | Mitchelton–Scott                | + 15"      |

### Etapa 3
15. junij 2018 — 175,7 km
| Mesto                       | Kolesar            | Ekipa                                    | Čas         |
| --------------------------- | ------------------ | ---------------------------------------- | ----------- |
| Uradni rezultati            |                    |                                          |             |
| 1.                          | Rigoberto Urán     | EF Education First–Drapac p/b Cannondale | 4h 56' 00"  |
| 2.                          | Daryl Impey        | Mitchelton–Scott                         | + 0"        |
| 3.                          | Primož Roglič      | LottoNL–Jumbo                            | + 4"        |
| 4.                          | Rafał Majka        | Bora–Hansgrohe                           | + 4"        |
| 5.                          | Ildar Arslanov     | Gazprom–RusVelo                          | + 6"        |
| 6.                          | Robert Kišerlovski | Team Katusha–Alpecin                     | +11"        |
| 7.                          | Marco Canola       | Nippo–Vini Fantini–Europa Ovini          | + 12'       |
| 8.                          | Michael Storer     | Team Sunweb                              | + 14"       |
| 9.                          | Davide Formolo     | Bora–Hansgrohe                           | + 14"       |
| 10.                         | Matej Mohorič      | Bahrain–Merida                           | + 17"       |
| Skupni seštevek po 3. etapi |                    |                                          |             |
| 1.                          | Rigoberto Urán     | EF Education First–Drapac p/b Cannondale | 11h 08' 34" |
| 2.                          | Daryl Impey        | Mitchelton–Scott                         | + 4"        |
| 3.                          | Primož Roglič      | LottoNL–Jumbo                            | + 10"       |
| 4.                          | Rafał Majka        | Bora–Hansgrohe                           | + 14"       |
| 5.                          | Ildar Arslanov     | Gazprom–RusVelo                          | + 16"       |
| 6.                          | Robert Kišerlovski | Team Katusha–Alpecin                     | +21"        |
| 7.                          | Marco Canola       | Nippo–Vini Fantini–Europa Ovini          | + 22'       |
| 8.                          | Davide Formolo     | Bora–Hansgrohe                           | + 24"       |
| 9.                          | Michael Storer     | Team Sunweb                              | + 24"       |
| 10.                         | Matej Mohorič      | Bahrain–Merida                           | + 25"       |

### Etapa 4
16. junij 2018 — 155,2 km
| Mesto                       | Kolesar             | Ekipa                                    | Čas         |
| --------------------------- | ------------------- | ---------------------------------------- | ----------- |
| Uradni rezultati            |                     |                                          |             |
| 1.                          | Primož Roglič       | LottoNL–Jumbo                            | 3h 44' 53"  |
| 2.                          | Matej Mohorič       | Bahrain–Merida                           | + 33"       |
| 3.                          | Rafał Majka         | Bora–Hansgrohe                           | + 33"       |
| 4.                          | Tadej Pogačar       | Ljubljana Gusto Xaurum                   | + 33"       |
| 5.                          | Rigoberto Urán      | EF Education First–Drapac p/b Cannondale | + 33"       |
| 6.                          | Michael Storer      | Team Sunweb                              | + 33"       |
| 7.                          | Ildar Arslanov      | Gazprom–RusVelo                          | + 33"       |
| 8.                          | Christoper Hamilton | Team Sunweb                              | + 33"       |
| 9.                          | Janez Brajkovič     | Adria Mobil                              | + 33"       |
| 10.                         | Iván Sosa           | Androni Giocattoli–Sidermec              | + 33"       |
| Skupni seštevek po 4. etapi |                     |                                          |             |
| 1.                          | Primož Roglič       | LottoNL–Jumbo                            | 14h 53' 27" |
| 2.                          | Rigoberto Urán      | EF Education First–Drapac p/b Cannondale | + 33"       |
| 3.                          | Rafał Majka         | Bora–Hansgrohe                           | + 43"       |
| 4.                          | Ildar Arslanov      | Gazprom–RusVelo                          | + 49"       |
| 5.                          | Matej Mohorič       | Bahrain–Merida                           | + 52"       |
| 6.                          | Michael Storer      | Team Sunweb                              | + 57"       |
| 7.                          | Tadej Pogačar       | Ljubljana Gusto Xaurum                   | + 1' 00"    |
| 8.                          | Janez Brajkovič     | Adria Mobil                              | +1' 07"     |
| 9.                          | Robert Kišerlovski  | Team Katusha–Alpecin                     | +1' 59"     |
| 10.                         | Marco Canola        | Nippo–Vini Fantini–Europa Ovini          | + 2' 00"    |

### Etapa 5
17. junij 2018 — 21,5 km
| Mesto            | Kolesar              | Ekipa                                    | Čas      |
| ---------------- | -------------------- | ---------------------------------------- | -------- |
| Uradni rezultati |                      |                                          |          |
| 1.               | Primož Roglič        | LottoNL–Jumbo                            | 24' 46"  |
| 2.               | Jan Tratnik          | CCC–Sprandi–Polkowice                    | + 27.08" |
| 3.               | Josef Černý          | Elkov–Author                             | + 35.87" |
| 4.               | Jack Bauer           | Mitchelton–Scott                         | + 38.12" |
| 5.               | Thomas Scully        | EF Education First–Drapac p/b Cannondale | + 43.62" |
| 6.               | Luke Durbridge       | Mitchelton–Scott                         | + 46.75" |
| 7.               | Roger Kluge          | Mitchelton–Scott                         | + 47.31" |
| 8.               | Alex Dowsett         | Team Katusha–Alpecin                     | + 51.63" |
| 9.               | Vegard Stake Laengen | UAE Team Emirates                        | + 52.66" |
| 10.              | Nils Politt          | Team Katusha–Alpecin                     | + 55.81" |

## Razvrstitev vodilnih
| Gorski cilj   | Prvi | Drugi | Tretji | Četrti | Peti |
| ------------- | ---- | ----- | ------ | ------ | ---- |
| 1. kategorije | 12   | 8     | 6      | 4      | 2    |
| 2. kategorije | 6    | 4     | 2      | 0      | 0    |
| 3. kategorije | 3    | 2     | 1      | 0      | 0    |
| 4. kategorije | 1    | 0     | 0      | 0      | 0    |

| Etapa          | Zmagovalec        | Skupno          | Po točkah       | Gorski cilji   | Mladi kolesarji | Ekipno          |
| -------------- | ----------------- | --------------- | --------------- | -------------- | --------------- | --------------- |
| 1              | Simone Consonni   | Simone Consonni | Simone Consonni | Benjamin Hill  | Jon Božič       | Bahrain–Merida  |
| 2              | Dylan Groenewegen | Benjamin Hill   | Matteo Pelucchi | Benjamin Hill  | Jon Božič       | Adria Mobil     |
| 3              | Rigoberto Urán    | Rigoberto Urán  | Matteo Pelucchi | Primož Roglič  | Michael Storer  | Gazprom–RusVelo |
| 4              | Primož Roglič     | Primož Roglič   | Simone Consonni | Fausto Masnada | Michael Storer  | Team Sunweb     |
| 5              | Primož Roglič     | Primož Roglič   | Simone Consonni | Fausto Masnada | Tadej Pogačar   | Team Sunweb     |
| Končni nosilci | Končni nosilci    | Primož Roglič   | Simone Consonni | Fausto Masnada | Tadej Pogačar   | Team Sunweb     |

## Končna razvrstitev
| Legenda | Legenda                      | Legenda | Legenda                          |
| ------- | ---------------------------- | ------- | -------------------------------- |
|         | Zmagovalec skupnega seštevka |         | Zmagovalec gorskih ciljev        |
|         | Zmagovalec po točkah         |         | Zmagovalec med mladimi kolesarji |

### Skupno
| Mesto | Kolesar              | Ekipa                                    | Čas         |
| ----- | -------------------- | ---------------------------------------- | ----------- |
| 1.    | Primož Roglič        | LottoNL–Jumbo                            | 15h 18' 13" |
| 2.    | Rigoberto Urán       | EF Education First–Drapac p/b Cannondale | +1' 50"     |
| 3.    | Matej Mohorič        | Bahrain–Merida                           | +2' 14"     |
| 4.    | Tadej Pogačar        | Ljubljana Gusto Xaurum                   | +2' 16"     |
| 5.    | Michael Storer       | Team Sunweb                              | +2' 18"     |
| 6.    | Rafał Majka          | Bora–Hansgrohe                           | +2 '21"     |
| 7.    | Josef Černý          | Elkov–Author                             | +3' 09"     |
| 8.    | Janez Brajkovič      | Adria Mobil                              | +3' 15"     |
| 9.    | Ildar Arslanov       | Gazprom–RusVelo                          | +3' 15"     |
| 10.   | Vegard Stake Laengen | UAE Team Emirates                        | + 3' 16"    |

### Po točkah
| Mesto | Kolesar           | Ekipa                  | Točke |
| ----- | ----------------- | ---------------------- | ----- |
| 1.    | Simone Consonni   | UAE Team Emirates      | 52    |
| 2.    | Matteo Pelucchi   | Bora–Hansgrohe         | 44    |
| 3.    | Primož Roglič     | LottoNL–Jumbo          | 41    |
| 4.    | Rigoberto Urán    | UAE Team Emirates      | 37    |
| 5.    | Rafał Majka       | Bora–Hansgrohe         | 30    |
| 6.    | Matej Mohorič     | Bahrain–Merida         | 29    |
| 7.    | Dylan Groenewegen | LottoNL–Jumbo          | 25    |
| 8.    | Ben Hill          | Ljubljana Gusto Xaurum | 24    |
| 9.    | Ildar Arslanov    | Gazprom–RusVelo        | 21    |
| 10.   | Tadej Pogačar     | Ljubljana Gusto Xaurum | 19    |

### Gorski cilji
| Mesto | Kolesar             | Ekipa                       | Točke |
| ----- | ------------------- | --------------------------- | ----- |
| 1.    | Fausto Masnada      | Androni Giocattoli–Sidermec | 18    |
| 2.    | Primož Roglič       | LottoNL–Jumbo               | 12    |
| 3.    | Domen Novak         | Bahrain–Merida              | 8     |
| 4.    | Alexander Foliforov | Gazprom–RusVelo             | 6     |
| 5.    | Ben Hill            | Ljubljana Gusto Xaurum      | 4     |
| 6.    | Rigoberto Urán      | UAE Team Emirates           | 4     |
| 7.    | Rafał Majka         | Bora–Hansgrohe              | 4     |
| 8.    | Ildar Arslanov      | Gazprom–RusVelo             | 4     |
| 9.    | Jai Hindley         | Team Sunweb                 | 4     |
| 10.   | Žiga Grošelj        | Adria Mobil                 | 4     |

### Mladi kolesarji
| Mesto | Kolesar        | Ekipa                           | Čas         |
| ----- | -------------- | ------------------------------- | ----------- |
| 1.    | Tadej Pogačar  | Ljubljana Gusto Xaurum          | 15h 20' 29" |
| 2.    | Michael Storer | Team Sunweb                     | + 2"        |
| 3.    | Jai Hindley    | Team Sunweb                     | + 1' 44"    |
| 4.    | Iván Sosa      | Androni Giocattoli–Sidermec     | + 6' 45"    |
| 5.    | Jakub Otruba   | Elkov–Author                    | + 10' 16"   |
| 6.    | Dario Puccioni | Sangemini–MG.K Vis Vega         | + 17' 08"   |
| 7.    | Joan Bou       | Nippo–Vini Fantini–Europa Ovini | + 17' 49"   |
| 8.    | Tilen Finkšt   | Ljubljana Gusto Xaurum          | + 19' 05"   |
| 9.    | Martin Lavrič  | Slovenia                        | + 19' 17"   |
| 10.   | Omer Goldstein | Israel Cycling Academy          | + 20' 40"   |

### Ekipno
| Mesto | Ekipa                       | Čas         |
| ----- | --------------------------- | ----------- |
| 1.    | Team Sunweb                 | 46h 04' 36" |
| 2.    | Gazprom–RusVelo             | + 6' 01"    |
| 3.    | Bora–Hansgrohe              | + 6' 19"    |
| 4.    | Androni Giocattoli–Sidermec | + 9' 02"    |
| 5.    | Adria Mobil                 | + 11' 04"   |
| 6.    | Elkov–Author                | + 14' 41"   |
| 7.    | Bahrain–Merida              | + 21' 31"   |
| 8.    | Team Katusha–Alpecin        | + 23' 39"   |
| 9.    | UAE Team Emirates           | + 27' 24"   |
| 10.   | Israel Cycling Academy      | + 27' 29"   |